# 塚山公園 (杉並区)
塚山公園（つかやまこうえん）は、東京都杉並区下高井戸にある区立公園である。縄文時代中期の集落遺跡で、区指定史跡に指定されている塚山遺跡の復元竪穴建物などが公開されている。

## 概要
公園事務所には「みどりの相談所」があり、園芸や緑化などの相談ができるほか、関連する図書の閲覧ができる。公園内の塚山遺跡は1938年（昭和13年）に明治大学の後藤守一の指導による同大学専門部歴史科の大友赳らによって、本格的な発掘調査が行われ、4棟の竪穴建物跡が検出された。1973年（昭和48年）には、建物跡20棟が検出され、塚山遺跡が縄文時代中期の環状集落であることがわかった。

## 施設
休憩室・管理事務所
園芸・歴史・緑化などに関連した図書が閲覧できる。また古墳のミニチュアが展示してある。
バリアフリーの手洗い所が設置されている。緑化相談や運動場の貸し出しなどの業務を行っている。
売店
売店は設置されていないが、管理事務所内に清涼飲料水の自動販売機が設置されており、コカ・コーラなどの飲料が購入できる。
遊具など
砂場、パーゴラ
ふれあい広場
ゲートボールもできる土の広場を芝生が円くとり囲んでいる。
敷石広場
縄文時代の復元竪穴建物が設けられている。モデルは1973年（昭和48年）に発掘された隅丸方形型の建物跡をもとにして建てられたものである。

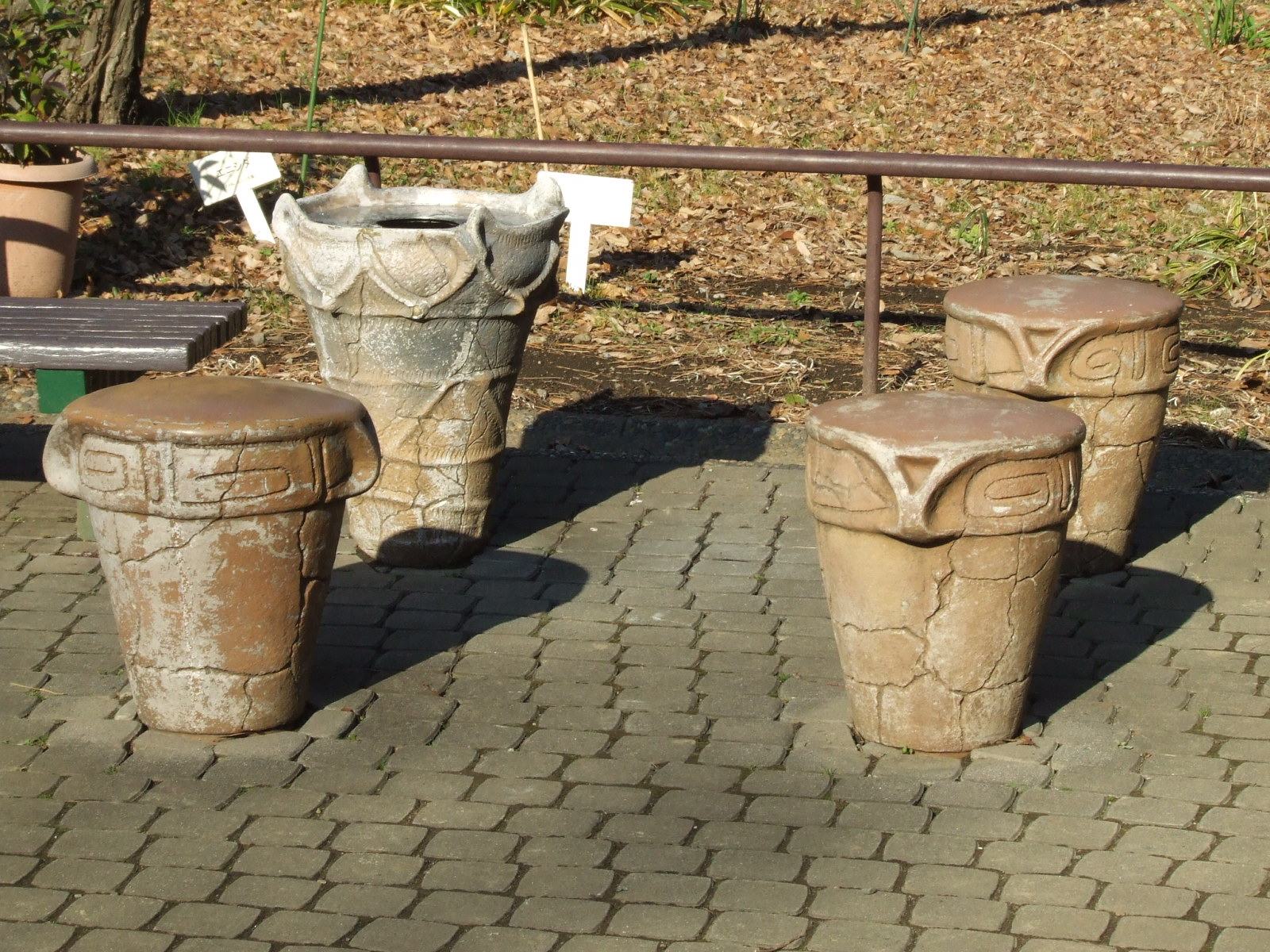
塚山公園の椅子と灰皿。縄文時代の土器を模している。

また縄文時代中期の暮らしの様子が復元建物内に模型で展示されている。
遺跡と野鳥の森

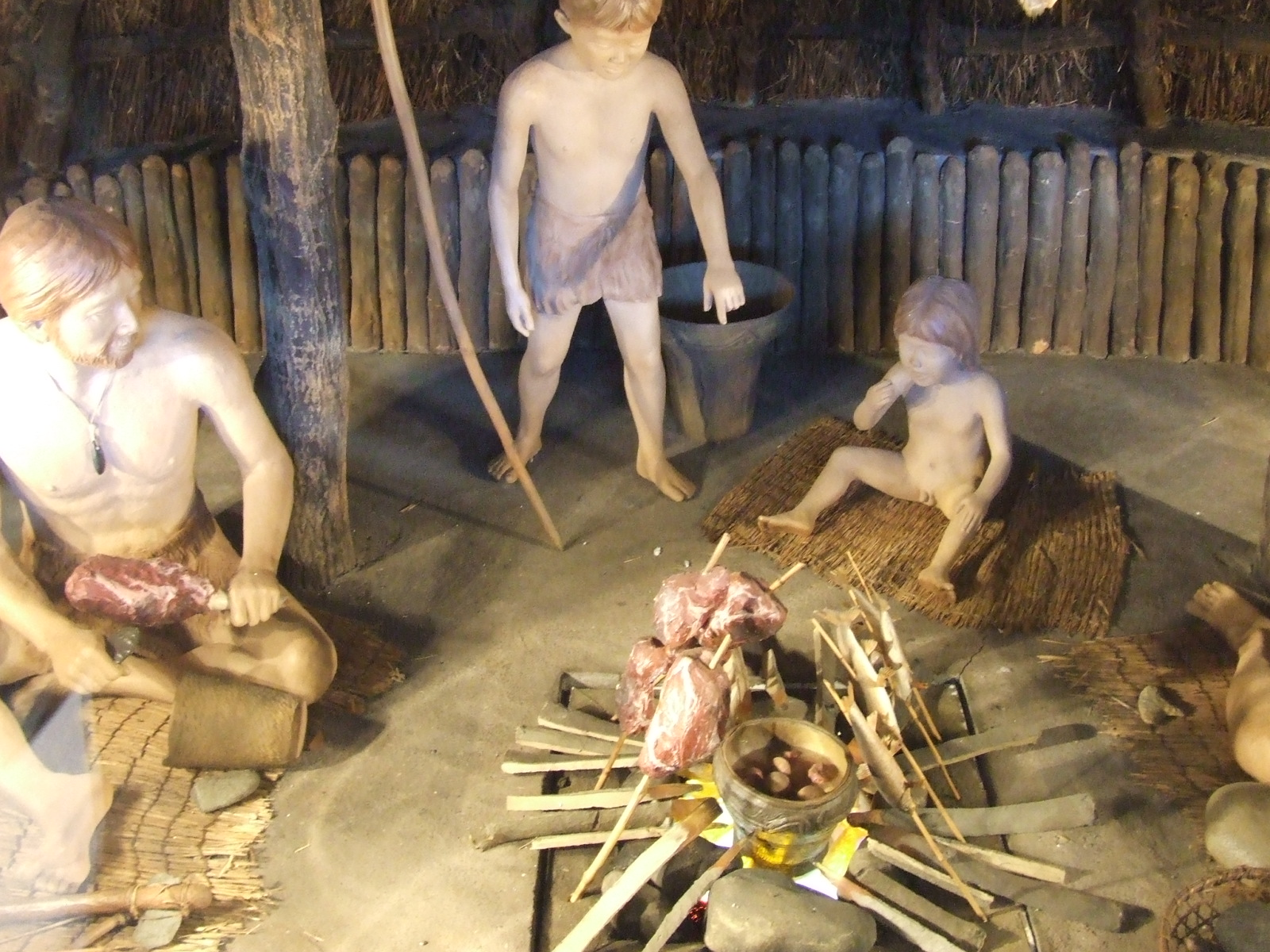
公園内に展示されている竪穴建物での縄文中期の生活様式

樹林の奥は野鳥の保護区であり、コゲラ、モズなどが見られる。
水辺の広場
ハナショウブ、ガマ、クワイ、オモダカなどの水生植物が植えられ水辺の植物の様子が観察できる。
こどもの広場
遊具が設置されている。
こども運動場
主に少年のための運動場。事前予約が必要である。

## 開園時間
- 特に閉園時間はないが、「みどりの相談所」は、土曜日・日曜日の午前9時から午後4時半までの対応（年末年始も休み）

## 沿革
- 1973年（昭和48年） - 国が用地を取得。
- 1988年（昭和63年）3月31日 - 国有地の無償貸付を受け、開園。
- 1999年（平成11年）- 塚山遺跡が「下高井戸塚山遺跡」の名称で杉並区指定史跡に指定[1]。

## アクセス
- 京王電鉄井の頭線浜田山駅から徒歩15分
- 京王電鉄井の頭線浜田山駅から南北バスすぎ丸（さくら路線）塚山公園下車徒歩3分
- 京王電鉄京王線上北沢駅から徒歩10分
- 京王電鉄京王線下高井戸駅から南北すぎ丸浜田山駅行き塚山公園下車徒歩3分